# Saison 2014 des Rays de Tampa Bay
La saison 2014 des Rays de Tampa Bay est la 17e saison en Ligue majeure de baseball pour cette franchise.
Avec un effectif décimé par les blessures en début d'année, les Rays s'enfoncent rapidement au classement, au point de figurer parmi les pires clubs du baseball. Une fiche gagnante en deuxième moitié de calendrier ne leur permet pas d'éviter une première saison déficitaire depuis 2007 : Tampa Bay encaisse 85 défaites, 14 de plus que l'année précédente, contre 77 victoires, pour terminer au 4e rang sur 5 équipes dans la division Est de la Ligue américaine. Ils échangent leur lanceur étoile David Price aux Tigers de Détroit le 31 juillet.

## Contexte
En 2013, les Rays jouent en séries éliminatoires pour une 4e en 6 saisons. La qualification est difficilement acquise puisque le club complète son calendrier de 162 parties à égalité avec les Rangers du Texas et doit jouer, sur le terrain de ses adversaires, un match de bris d'égalité. Victorieux dans cette rencontre, les Rays remettent une fiche en saison de 92 victoires et 71 défaites, un léger progrès sur leur dossier de 90-72 de la saison 2012 qui les place au 2e rang de la division Est de la Ligue américaine. Ils gagnent sur les Indians à Cleveland le match de meilleur deuxième pour passer en Série de divisions, où ils sont éliminés par les futurs champions du monde, les Red Sox de Boston. Sur le plan individuel, Wil Myers est en 2013 le 2e joueur des Rays en 3 ans et le 3e en 6 ans à gagner le prix de la recrue de l'année en Ligue américaine.

## Intersaison
Le 6 novembre, les Rays accordent un nouveau contrat de deux ans au voltigeur David DeJesus.
Le 2 décembre, le vétéran receveur José Molina, qui joue pour les Rays depuis 2012, signe un nouveau contrat de deux saisons avec le club.
Le 3 décembre, les Rays font l'acquisition du releveur droitier Heath Bell et du receveur Ryan Hanigan dans une transaction à 3 clubs. Le premier, en net déclin depuis quelques saison, arrive en provenance d'Arizona alors que le receveur, qui signe immédiatement un contrat de 3 saisons avec les Rays, est acquis des Reds de Cincinnati. Tampa Bay ne donne qu'un joueur des ligues mineures aux Diamondbacks de l'Arizona dans cet échange.
Le 3 janvier 2014, les Rays mettent sous contrat pour 3 ans et 21 millions de dollars James Loney, un joueur de premier but qui a connu une excellente saison à Tampa sur un contrat d'un an en 2013.
Le 22 janvier 2014, les Rays cèdent aux Padres de San Diego le lanceur gaucher Alex Torres et le lanceur droitier des ligues mineures Jesse Hahn en retour de 5 joueurs, dont 3 n'ont pas encore atteint les majeures : le joueur d'utilité Logan Forsythe, le deuxième but Maxx Tissenbaum et les lanceurs droitiers Matt Andriese, Brad Boxberger et Matt Lollis.
Le 13 février 2014, les Rays obtiennent le lanceur droitier Nate Karns des Nationals de Washington contre le receveur José Lobatón et deux joueurs des ligues mineures, le lanceur gaucher Felipe Rivero et le voltigeur Drew Vettleson. Le même jour, le stoppeur Fernando Rodney, que les Rays ont choisi de ne pas remettre sous contrat, rejoint les Mariners de Seattle.
Via le ballottage, les Rays obtiennent durant la saison morte le voltigeur Jerry Sands en provenance de Pittsburgh et le lanceur gaucher Pedro Figueroa, anciennement d'Oakland, mais perdent au profit de cette dernière équipe le receveur Chris Gimenez. Le lanceur gaucher Mark Lowe, qui a joué les deux dernières saisons chez les Rangers du Texas, et le réserviste à l'avant-champ Jayson Nix, autrefois membre des Yankees de New York, s'amènent chez les Rays sur des contrats des ligues mineures,.
Le lanceur droitier Jesse Crain, qui avait été acquis des White Sox de Chicago en cours de saison 2013 mais qui, blessé, n'a jamais joué pour les Rays, devient agent libre et part chez les Astros de Houston. Après une saison à Tampa, le lanceur partant droitier Roberto Hernández rejoint les Phillies de Philadelphie. Le lanceur droitier Jamey Wright, aussi membre des Rays pour une seule saison, quitte pour les Dodgers de Los Angeles. Le releveur gaucher Wesley Wright quitte pour les Cubs de Chicago où il est rejoint par le joueur de troisième but réserviste Ryan Roberts. Le deuxième but Kelly Johnson prend le chemin de New York et se joint aux Yankees, on laisse partir le voltigeur Sam Fuld et le frappeur désigné Luke Scott va poursuivre sa carrière en Corée du Sud.

## Calendrier pré-saison
L'entraînement de printemps 2014 des Rays se déroule du 28 février au 29 mars.

## Saison régulière
La saison régulière de 162 matchs des Rays débute le 31 mars par la visite des Blue Jays de Toronto et se termine le 28 septembre suivant.

### Classement
| Ligue américaine (Division Est) | V  | D  | %    | Diff. | Diff. (séries) |
| ------------------------------- | -- | -- | ---- | ----- | -------------- |
| Orioles de Baltimore            | 96 | 66 | ,593 | -     | -              |
| Yankees de New York             | 84 | 78 | ,519 | 12    | 4              |
| Blue Jays de Toronto            | 83 | 79 | ,512 | 13    | 5              |
| Rays de Tampa Bay               | 77 | 85 | ,475 | 19    | 11             |
| Red Sox de Boston               | 71 | 91 | ,438 | 25    | 17             |

### Avril
- 19 avril : Evan Longoria frappe son 164e coup de circuit pour les Rays, ce qui devient le nouveau record de franchise et éclipse l'ancienne marque établie par Carlos Peña de 2007 à 2012[34].

### Août
- 15 août : Les Rays triomphent des Yankees de New York 5-0 pour atteindre la moyenne de ,500 (autant de victoires que de défaites) pour la première fois depuis le 22 avril et après avoir été 18 matchs sous ce niveau. Avec maintenant 61 victoires et 61 défaites, le club de Tampa réalise le 3e revirement de situation du genre le plus important après les Colonels de Louisville (22 matchs sous ,500 en 1899), les Marlins de la Floride (20 matchs sous ,500 en 2006) et les Rays de 2004 (18 matchs)[35],[36].